# 阿卡里
阿卡里是哥倫比亞的城鎮，位於該國東北部，由北桑坦德省負責管轄，距離首府庫庫塔266公里，始建於1780年，面積597平方公里，海拔高度897米，2005年人口8,116。

## 外部連結
- （西班牙文）Government of Norte de Santander - Hacari

8°19′N 73°09′W / 8.317°N 73.150°W